# Distretto di Minamimatsuura
Il distretto di Minamimatsuura (南松浦郡, Minamimatsuura-gun?) è uno dei distretti della prefettura di Nagasaki, in Giappone.
Attualmente fa parte del distretto solo il comune di Shinkamigotō.